# RAMJA
RAMJAは、日本の女性歌手。2004年シングル『月と遊泳』でメジャーデビュー。
約10年のブランクを経て、新たに活動を再開。
自身のルーツである韓国のアーティスト「CIRCUS100」の作品への参加、また、DJ MUROが、世界に誇る和モノ音源をリバイバルさせる企画コンピレーション「和音」に参加。
そして、2017年7月2日には、新曲を含む、待望の新作をドロップ！
カテゴリーやスタイルにとらわれず、『いい歌』を『自分の声』で歌う事で、強力な個性を放ちつづけている。

## ディスコグラフィー

### シングル
1. 月と遊泳（2004年10月27日）
  1. 月と遊泳
  2. ヘルタースケルター
  3. ブランコと嘘と。
2. 過去（2005年1月19日）
  1. 過去
  2. 喜劇
  3. 寵愛
3. 記憶（2005年11月2日）
  1. 記憶　　テレビ東京系「給与明細」エンディングテーマ
  2. 赤い体温
4. Fly Fly Fly（2006年2月22日）
  1. Fly Fly Fly
  2. 悲しみの鳥

### アルバム
1. 愛の生活（2005年4月20日）
  1. 過去 (Full Length Version)
  2. 愛の性活
  3. 疑惑
  4. 営むということ
  5. 追憶
  6. 夢の国
  7. 分身
  8. 光り
  9. 月と遊泳
  10. すてきな日曜日